# Підвисоке (Голованівський район)
Підвисо́ке — село в Україні, в Голованівському районі Кіровоградської області. Центр Підвисоцької сільської громади. Населення становить 1106 осіб.

## Географія
Розташоване біля річки Синюха, за 22 км від смт Новоархангельськ і 45 км від залізничної станції Тальне, Черкаська область.
На північно-західній околиці села бере початок річка Бондарка.

## Історія
6 тисяч років тому неподалік села, на березі річки Синюхи, містилося трипільське поселення-гігант Володимирівка.
Виникнення села належить до 30-х рр. XVIII ст. Під час другого інвентарного перепису 1771 року тут було 277 дворів. Село входило тоді до Уманського староства і належало польському магнату С. Потоцькому. Підвисоцькі селяни брали участь у гайдамацькому русі. В часи Коліївщини, у 1768 році, тут діяв загін гайдамаків на чолі з В. Ковалем і Г. Голубом.
У 1866 році Підвисоке стало волосним центром Уманського повіту Київської губернії. 1900 року тут налічувалося 726 дворів. Поміщикам належало 5644, церкві — 101, селянам — 2274 десятини землі. На один селянський двір в середньому припадало по 3 десятини. Майже 30 відсотків селян були безземельні й малоземельні, значна частина їх наймитувала в поміщицьких економіях (у післяреформений період в селі на поміщицьких землях утворилося 3 економії і виділилося до 20 куркульських господарств). Денний заробіток наймита становив 15—20 коп., а за строк 8 місяців—40—50 крб. Чимало селян йшло на заробітки до Херсонської і Подільської губерній.
З 1923 року Підвисоке — районний центр (з перервою в 1931—1934 роках).
Під час Другої Світової війни в серпні 1941 року село було епіцентром протистояння радянських та німецьких військ у битві під Уманню. В селі містилися штаби оточених армій та корпусів. Після його захоплення 7 серпня німецькими військами організований опір радянських частин припинився.
22 грудня 2014 року у селі невідомі повалили пам'ятник Леніну.
До 60-х років XVIII ст. основною формою феодальної повинності селян був чинш (сплата натурою і грішми), а пізніше спадкоємці графа Потоцького ввели для них різні додаткові роботи: шарварки та подорожчизну (транспортування продуктів маєтку на ярмарок). В 70-х роках панщина становила 20—36 днів на рік з господарства, а через 20 років вона зросла до 90 днів. Графиня Потоцька здавала землю в оренду посесору, який також примушував селян відробляти панщину.
Доведені до відчаю панським гнобленням, селяни 1811 року почали добиватися через суд звільнення від кріпосної залежності. Проте позови до повітового і головного судів були відхилені. Тоді кріпаки звернулися з скаргами до губернського правління та генерал-губернатора. Але й це бажаних наслідків не дало. Протягом 6 років селяни відмовлялися виконувати панщину. Селянин І. Нагорянин закликав односельців та жителів сусідніх сіл не коритися поміщиці. В жовтні 1816 року графиня Ф. Потоцька писала на ім'я царя: «Селяни до такого ступеня свавілля і неслухняності дійшли, що від усіх економічних повинностей відмовилися». У травні 1817 року до Підвисокого було надіслано військову команду, за її допомогою місцеві урядовці заарештували 140 чоловік.
Та 1823 року селяни знову кілька разів відмовлялися працювати на поміщиків. Двічі в Підвисоке приїжджав київський губернатор. Для «втихомирення бунтарів» вдруге було введено війська. Над непокірними чинили жорстоку розправу. Керівників виступу О. Калиниченка, П. Бугайчука і В. Копійчука засуджено до каторги, 32 учасників — до тюремного ув'язнення, 59 — до покарання канчуками. Але й після цієї розправи боротьба кріпаків не припинялася. Тривале селянське заворушення в Підвисокому непокоїло вищі урядові кола. Справа дійшла до царя. Микола І висловив начальнику головного штабу генералу Дибичу незадоволення тим, що маєток Підвисоке «перебуває вже три роки в збудженні і через те подає поганий приклад іншим поміщицьким селянам». 20 липня 1826 року до Підвисокого ввели батальйон Одеського піхотного полку. Після масових арештів селян та прилюдних покарань їх канчуками, заворушення було придушене. З 30-х рр. XIX ст. починаються масові втечі підвисоцьких селян у херсонські степи.
Реформа 1861 року фактично пограбувала селян. За 2274 десятини надільної землі вони протягом 49 років змушені були вносити щорічно до царської казни по 4061 крб. 72 коп. викупних платежів.
Під впливом революційного руху робітничого класу трудящі Підвисокого піднімалися на боротьбу проти поміщиків. У липні 1906 року в економії Баранецького було спалено 1200 кіп снопів пшениці й воловню.

## Населення
Згідно з переписом УРСР 1989 року чисельність наявного населення села становила 2680 осіб, з яких 1189 чоловіків та 1491 жінка.
За переписом населення України 2001 року в селі мешкало 2205 осіб.

### Мова
Розподіл населення за рідною мовою за даними перепису 2001 року:
| Мова       | Відсоток |
| ---------- | -------- |
| українська | 98,14 %  |
| російська  | 1,40 %   |
| молдовська | 0,23 %   |
| вірменська | 0,14 %   |
| болгарська | 0,05 %   |
| угорська   | 0,05 %   |

## Культура
В селі працює Будинок культури, бібліотека та народний музей історії, в якому зберігаються численні експонати про трипільське протомісто Володимирівка та події Другої Світової війни.
Музей в селі Підвисоке був відкритий в 1967 році. Розміщено його було в Сільському будинку культури на другому поверсі. Поступове поповнення експозиції дало змогу оформити три музейні кімнати загальною площею близько 170 кв. метрів.
Перша кімната знайомить нас із історією місцевості починаючи від доби бронзи і до розпаду Російської імперії. Тут розміщено прекрасні зразки трипільського кухонного та столового посуду, побутові речі та знаряддя праці. Подальша експозиція  дозволяє побачити трасформацію життя людей на цій території, їх поступовий розвиток. Значна частина експозиції присвячена заснуванню села Підвисоке. Плідна робота видатного місцевого краєзнавця та засновника музею Дмитра Івановича Фартушняка дозволила пролити світло на обставини заснування та перші кроки розвитку села Підвисоке в 30-ті роки 18 ст. Тут виставлено речові та письмові матеріали того часу. Експозиція, що стосується гайдамацького минулого крає доповнена прекрасною діарамою штурму міста Умань загонами Максима Залізняка та Івана Гонти. Численні документи розповідають історію краю в 19 та на початку 20 ст. З допомогою речей того часу відтворено побут тогочасних сільських жителів. Тут розміщено ткацький верстат, прялка, різноманітні домашні прилади, посуд.
Другий зал присвячений періоду від часу Російської революції і до закінчення Другої Світової війни. Численні документи, пожовклі від часу фотографії розповідають про радянську довоєнну епоху та встановлення радянської влади.
Найбільша ж частина експозиції другого залу присвячена трагічним подіям Другої Світової війни. В музеї зберігаються документи, схеми, окремі речі, зброя та одяг воїнів Червоної Армії. З численних фотографій дивляться нас учасники тих далеких подій. Центральним елементом даного залу є велика діарама. Вона в деталях відтворює один із боїв, які вели оточені 6-та і 12-та армії.
Третій розділ присвячено післявоєнному періоду. Тут можна побачити документи, фото, різноманітні нагороди радянського періоду. Даний зал дозволяє заглибитися та зрозуміти, як за офіційною пропагандою жили українці в період розквіту СРСР.
Незважаючи на останнє, експозиція музею, створена Д. І. Фартушняком дозволяє у подробицях дізнатися історію саме Підвисоке. Цінність такого музею викликана ще й тим, що в сучасній історичній науці існує потужна течія науковців, які відкидають та ставлять на другий план комплексне вивчення історії. Основну увагу вони приділяють вивченню окремих елементів історії  – чи то історія окремого села, містечка, родини. У світлі цього, існування таких музеїв, як Народний музей історії села Підвисоке, іде повністю в ногу з сучасною історичною наукою.   

## Відомі люди
Уродженцем села є генерал-майор авіації Герой Радянського Союзу А. Р. Сливка (1918—1992).
З історією села пов'язане життя та діяльність видатного краєзнавця, заслуженого працівника культури України та засновника музею історії села Д. І. Фартушняка.
- Козицька Валентина Андріївна (* 1939) — редакторка, заслужений журналіст України.